# Dendrophylax
Genre
Dendrophylax est un genre de plantes aphylles de la famille des Orchidaceae (les Orchidées), qui comporte quatorze espèces endémiques du golfe du Mexique et des Caraïbes.

## Description
Ces plantes herbacées sont dotées de racines aériennes charnues, tapissées d’un velamen destiné à retenir l'humidité atmosphérique. Les tiges, courtes, portent des feuilles sessiles, à l'aisselle desquelles apparaissent les minces tiges florales. 
L'inflorescence est un racème comportant entre une et dix fleurs. Pétales et sépales, difficiles à distinguer, ont un port étalé et présentent trois lobes, les deux latéraux étant relativement courts par rapport à celui du centre.

## Distribution et habitat
Les espèces du genre sont réparties sur le pourtour du golfe du Mexique, de la Floride aux pays d'Amérique centrale et aux Caraïbes.
Elles sont toutes épiphytes. 

## Liste des espèces
Selon World Checklist of Selected Plant Families (WCSP) (17 sept. 2012) :
- Dendrophylax alcoa Dod
- Dendrophylax barrettiae Fawc. & Rendle
- Dendrophylax constanzensis (Garay) Nir
- Dendrophylax fawcettii Rolfe
- Dendrophylax filiformis (Sw.) Benth. ex Fawc.
- Dendrophylax funalis (Sw.) Benth. ex Rolfe
- Dendrophylax gracilis (Cogn.) Garay
- Dendrophylax helorrhiza Dod
- Dendrophylax lindenii (Lindl.) Benth. ex Rolfe
- Dendrophylax macrocarpus (Dod) Carlsward & Whitten
- Dendrophylax porrectus (Rchb.f.) Carlsward & Whitten
- Dendrophylax sallei (Rchb.f.) Benth. ex Rolfe
- Dendrophylax serpentilingua (Dod) Nir
- Dendrophylax varius (J.F.Gmel.) Urb.

## Étymologie
Le nom de genre Dendrophylax provient du grec *dendron, arbre et *phylax, garder. 